# Dan Gronkowski
Pour les articles homonymes, voir Gronkowski.
(en) Statistiques sur pro-football-reference
Dan Gronkowski (né le 21 janvier 1985 à Amherst) est un joueur américain de football américain. Il est actuellement free agent, c'est-à-dire libre de tout contrat.

## Enfance
Gronkowski étudie à la Williamsville North High School où il joue au football, au basket-ball, baseball et hockey sur glace. Pendant deux saisons, il est le quarterback titulaire et une saison wide receiver. Il eut des propositions de l'université du Maryland, de l'Arizona, Purdue et Syracuse.
L'un de ses aïeuls est le cycliste Ignatius Gronkowski.

## Carrière

### Université
Il décide de s'inscrire à l'université du Maryland et entre, en 2004, dans l'équipe de football américain des Terrapins. Lors de sa dernière saison, il joue treize matchs dont douze comme titulaire, recevant vingt-neuf passes pour 287 yards et trois touchdowns.
Il est diplômé en marketing et suivait un cursus en MBA au moment de sa draft.

### Professionnel
Dan Gronkowski est sélectionné au septième tour du draft de la NFL de 2009 par les Lions de Détroit au 255e choix. Le 25 juin 2009, il signe un contrat de trois ans de 1,21 million de dollars ainsi qu'une prime de signature avoisinant vingt-six mille dollars. Il n'est pas gardé dans l'effectif pour l'ouverture de la saison et est libéré le 5 septembre 2009 et signe avec l'équipe d'entraînement des Lions le lendemain.
Le 1er décembre, il est promu en équipe active après la blessure de Brandon Pettigrew au genou, forfait jusqu'à la fin de la saison. Il reçoit sa première passe le 13 décembre contre les Ravens de Baltimore avant d'être libéré le 17 décembre et de signer pour l'équipe d'entraînement. Après l'expiration de son contrat, il signe un nouveau contrat le 5 janvier 2010.
Le 4 septembre 2010, il est échangé aux Broncos de Denver contre le cornerback Alphonso Smith. Il joue douze matchs dont quatre comme titulaire avec les Broncos et reçoit huit passes pour 65 yards. Il est libéré avant le début de la saison 2011, le 3 septembre.
Le 6 septembre 2011, il signe avec les Patriots de la Nouvelle-Angleterre et rejoint son frère Rob Gronkowski, avant d'être mis à la porte le 8 novembre. Il signe ensuite un contrat d'un an avec les Cleveland Browns, mais est libéré à l'issue de la saison 2011, sans retrouver d'équipe par la suite.

## Distinction
- Mention honorable de la conférence ACC 2008